# Eriochloa longiflora
Eriochloa longiflora är en gräsart som beskrevs av Stanley Thatcher Blake. Eriochloa longiflora ingår i släktet Eriochloa och familjen gräs. Inga underarter finns listade i Catalogue of Life.